# Sjeik El Rojenbiet
Sjeik El Rojenbiet is het eenenzestigste stripverhaal uit de reeks van Suske en Wiske. Het is geschreven door Willy Vandersteen en gepubliceerd in De Standaard en Het Nieuwsblad van 12 augustus 1963 tot en met 20 december 1963. 
De eerste albumuitgave was in 1964, in de Vlaamse tweekleurenreeks met nummer 50. In 1969 verscheen het verhaal in de Vierkleurenreeks met albumnummer 90. In 1999 kwam het in zijn geheel oorspronkelijke vorm nog eens uit in Suske en Wiske Klassiek. 

## Locaties
- België, DN. Vassitrios (Blokzeilstraat 7 België), park met muziektent, Jordanië, Libanon, Beiroet, Baalbek (ruïne van Romeinse tempels), Syrië, Damaskus, de ruïnes van Jerash, Petra, Jeruzalem met de Damascuspoort, kerk van het Heilig Graf, de Dom der Rots, DN Vassitrios Jeruzalem, de Dode Zee en woestijn.

## Personages
- Suske, Wiske, tante Sidonia, Lambik, Jerom, Abdoel, man, Ahmed, zuster, arbeider, Griekse antiquair Vassitrios, sjeik El-Rojenbiet (tent 7, woestijn 4 – Hasjimitische Koninkrijk van de Jordaan), schipper, zeelieden, passagiers, sjeik Bub-El-Ghum en zijn woestijnrovers, geitenhoeder, Ben Kara-Khol, Arabieren.

## Het verhaal
Tante Sidonia rijdt per ongeluk een man aan die plotseling de straat oversteekt, ze vinden een pakje en brengen dit naar het ziekenhuis. De man zegt dat ze het pakje moeten afgeven aan Ahmed bij herberg “De Rode Maan”, maar als ze in de herberg komen vlucht Ahmed weg. Als de vrienden in het ziekenhuis komen, blijkt de Arabier al vertrokken te zijn. In het pakje zit een gouden dolk en de vrienden vinden op de verpakking het adres Blokzeilstraat Nr. 7 van Oriëntal Arts. Ze gaan naar de winkel en de Griekse eigenaar is dolblij zijn gouden dolk terug te zien, hij werd ’s ochtends gestolen. Tante Sidonia wil de dolk kopen voor de verjaardag van Lambik, maar de Griek wil veel geld voor het ding. Na een bedreigend telefoontje geeft de Griek de dolk toch voor veel minder geld mee en de vrienden versieren het huis. Als Lambik langskomt zijn zijn vrienden vastgebonden en hij hoort dat ze overvallen zijn. Lambik wil zijn dolk terug en de vrienden vertellen Jerom wat er is gebeurd. Ze volgen de Arabieren naar het park en ze vinden de Arabieren in de muziektent. Abdoel kan ontkomen en de vrienden volgen Ahmed en de gouden dolk, ze halen een schip uit het water en brengen deze naar de stad maar de Arabier kan ontkomen. Suske kan de dolk terugpakken en Jerom brengt de boot terug naar het water. Lambik krijgt dan zijn verjaardagscadeau en verkleedt zich als een sjeik. De vrienden vinden een briefje in de schede van de dolk en lezen dat Sjeik El Ro-Jenbiet zijn dolk terug wil. Lambik besluit de dolk zelf naar Jordanië te brengen en ze gaan in Genua aan boord van de pakketboot “Esperia” om naar het Midden-Oosten af te reizen. Suske ontdekt dat zijn hut is doorzocht en Wiske vindt hem even later bewusteloos. De kinderen vertellen Lambik wat er is gebeurd en de Arabier kan de dolk te pakken krijgen. De Arabieren nemen het bevel van het schip over en verbieden aan te meren in Alexandrië, ze moeten doorvaren naar Beiroet. Suske en Wiske worden gevangengenomen en naar het land gebracht. Een geheimzinnige man volgt de auto met de Arabieren en Suske, maar Wiske is verdwenen.
De vrienden worden met een sloep aan wal gebracht en vinden een briefje waarop staat dat Suske en Wiske naar Baalbek zijn gebracht. Wiske heeft zich in de kofferbak verstopt en kan Suske bevrijden. Ze gaan er met de auto vandoor maar worden dan tegengehouden. Door hulp van de geheimzinnige man kunnen ze aan de boeven ontsnappen en besluiten naar Damaskus te gaan. De kinderen worden door hun vrienden gevonden en de vrienden horen op de radio dat er een jachtvliegtuig is gestolen. De vrienden komen aan in Jordanië en worden beschoten door het jachtvliegtuig. Jerom kan het vliegtuig verslaan en de vrienden halen de gewonde Arabieren uit het wrak. De mannen vertellen dat sjeik Bub-El-Ghum en zijn woestijnrovers de dolk gestolen hebben. Deze kwam in Europa terecht, ze moesten hem zoeken en naar de ruïnes van Jerash brengen. 
De bus wordt ’s nachts overvallen en tante Sidonia laat zich ontvoeren, omdat ze de sjeik wel ziet zitten. Jerom niest en de rovers worden door een zandstorm overvallen. De vrienden gaan op dromedarissen verder de woestijn in. Tante Sidonia wordt naar sjeik Bub-El-Ghum gebracht en hoort dat zij enkel de afwas mag doen, ze is een werkvrouw voor de vrouwen van de sjeik. Ze gaat naar de ruïnes van Jerash en wordt omsingeld door de rovers, maar Jerom kan de rovers verjagen. De zoon van sjeik El-Rojenbiet vertelt dat zijn vader ziek is door het verlies van de dolk en Lambik geeft de dolk dan mee. De vrienden zoeken het kamp van sjeik El-Rojenbiet en zien onderweg de geheimzinnige man opnieuw, ze horen van een geitenhoeder dat hij een zakje zand van deze geheimzinnige man heeft gekocht. Ze horen van sjeik El-Rojenbiet dat zijn verloren zoon samenwerkt met sjeik Bub-El-Ghum en de vrienden willen hen dan gaan zoeken. Wiske ziet ’s nachts spionnen van sjeik Bub-El-Ghum en ze volgt hen met Suske. Ze horen dat de boeven zich in Petra willen verbergen.
De geheimzinnige man vertelt de boeven dat ze door twee spionnen bespied worden en Suske en Wiske worden gevangen. De geheimzinnige wil emmertjes verkopen en moet voor zijn handel de spionnen vermoorden. Hij gooit Suske en Wiske ’s nachts in het water, maar Suske en Wiske zinken niet. Ze constateren dat ze in de Dode Zee zijn gegooid en het zoutgehalte is zo hoog dat ze nooit zouden zinken, ze verbergen zich in een grot maar hebben erge dorst. Lambik en Jerom gaan Suske en Wiske zoeken en zien de roversbende en Jerom kan de rovers verslaan en ze gaan verder op zoek naar de kinderen. Ze vinden zandtaartjes en volgen het spoor naar een kloof, Lambik valt erin en vindt vazen met oude documenten. Het blijkt gewoon inpakpapier te zijn en ze lezen dat Suske en Wiske verderop in een grot te vinden zijn. De kinderen worden gevonden en krijgen water, ze gaan verder op zoek naar de dolk. De vrienden komen bij uitgehakte tempels en Jerom hoort dat de bergpas vol mijnen ligt. Ben Kara-Khol wil niet dat er mensen gewond raken, maar wordt dan door sjeik Bub-El-Ghum neergeslagen en de gouden dolk wordt afgepakt. Jerom redt zijn vrienden en kan de rovers verjagen. Ben Kara-Khol vraagt vergiffenis en Jerom kan sjeik Bub-El-Ghum dan verslaan. De geheimzinnige man is ervandoor met de gouden dolk en rijdt richting Jeruzalem. De vrienden vinden zijn auto later bij de Damascuspoort. Suske en Wiske zien de man DN. Vassitrios binnengaan en herkennen de Griek die de dolk verkocht. Hij vertelt dat hij hier een tweede zaak heeft. De Griek vertelt dat hij de dolk aan Ben Kara-Khol heeft verkocht en de vrienden verlaten Jeruzalem. Tante Sidonia wordt verleid door sjeik El-Rojenbiet en maakt zich zorgen, omdat de sjeik de volgende dag de dolk aan zijn volk moet tonen. Tijdens de feesten komen de vrienden aan en ze vertellen dat ze de dolk niet hebben gevonden. Dan komt Ben Kara-Khol aan op een ezel en hij geeft de dolk aan zijn vader terug, hij heeft spijt van zijn daden en sluit weer vriendschap met zijn vader. De sjeik geeft de dolk dan als dank aan Lambik en er wordt feestgevierd.

## Achtergronden bij het verhaal
- De naam El Rojenbiet is een woordspeling op rode biet.
- De naam Bub-El-Ghum is een woordspeling op bubblegum.
- Ben Kara-Khol is een woordspeling op karakol.
- Baalbek bestaat echt en staat op de Werelderfgoedlijst van UNESCO.
- De ruïnes van Jerash komen ook voor in het verhaal De wervelende waterzak (1988), het laatste Suske en Wiske-verhaal dat geschreven is door Willy Vandersteen.
- In strook 4-5 wordt Sidonia verward met Brigitte Bardot.
- Lambik verkleedt zich in strook 29 als Ramón Novarro in de film The Sheik. In strook 59-62 droomt Sidonia ervan door een knappe sjeik geschaakt te worden, wat ook gebeurt. Dit lijkt op de plot van de Rudolph Valentino-film The Sheik. Sidonia werd in De briesende bruid ook al eens ontvoerd door een knappe sjeik, opnieuw een verwijzing naar dezelfde film.